# Herb gminy Dzierżoniów

Dawny herb (do roku 2009)

Herb gminy Dzierżoniów – jeden z symboli gminy Dzierżoniów, ustanowiony 27 sierpnia 2009.

## Wygląd i symbolika
Herb przedstawia na tarczy w polu błękitnym postać Matki Boskiej z Dzieciątkiem Jezus, w szatach złotych, ukoronowaną, trzymającą w prawicy berło, stojącą na pagórku złotym między dwoma takimiż kłosami, z których prawy w lekki skos, zaś lewy w lekki lewy skos. Herb nawiązuje do Matki Boskiej Kiełczyńskiej, która wedle legendy obrała sobie Górkę Kiełczyńską jako miejsce wybudowania kościoła jej poświęconego. Kłosy symbolizują rolnictwo.